# Hohes Tor (Danzig)

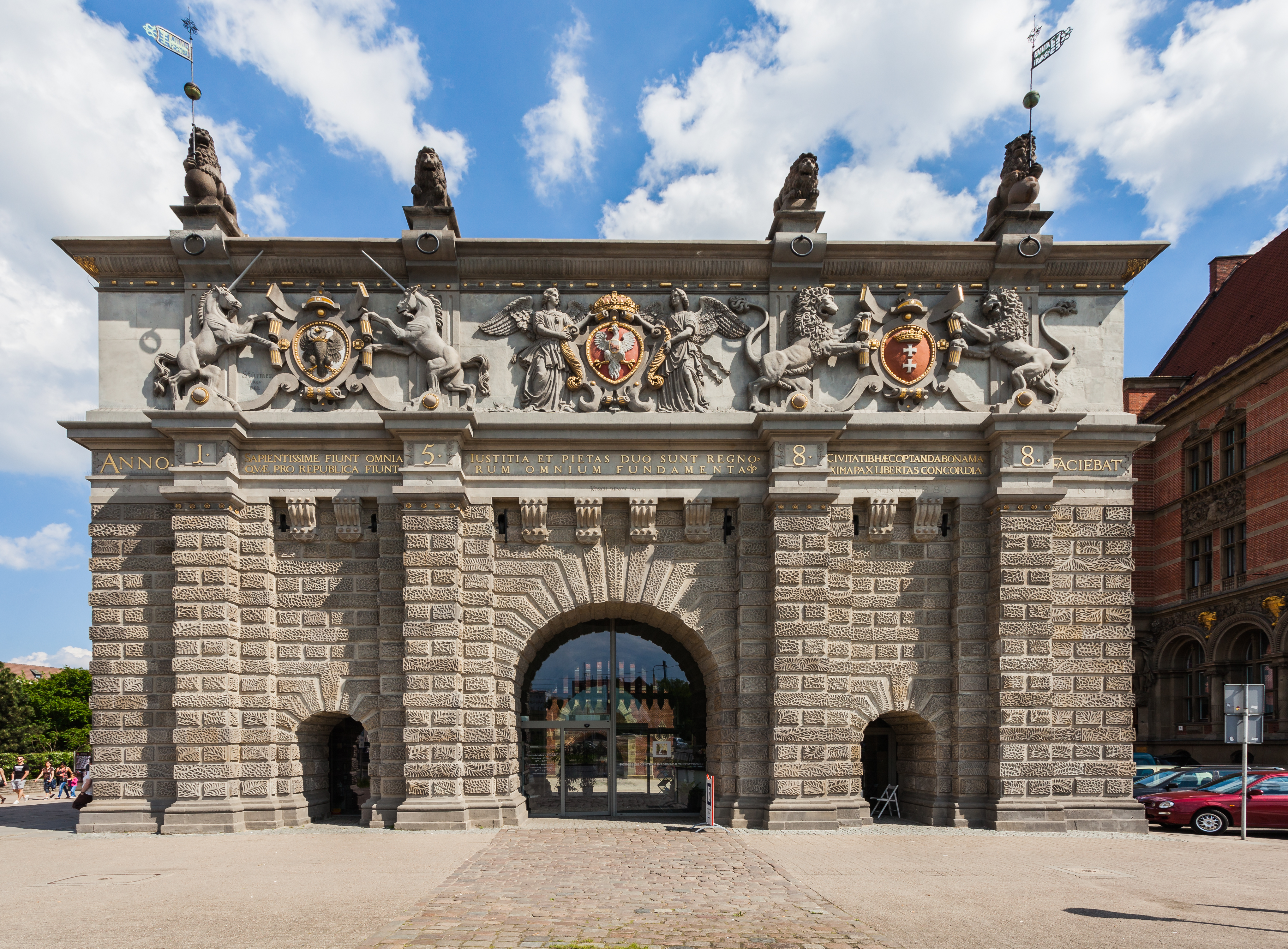
Das Hohe Tor – Westfassade

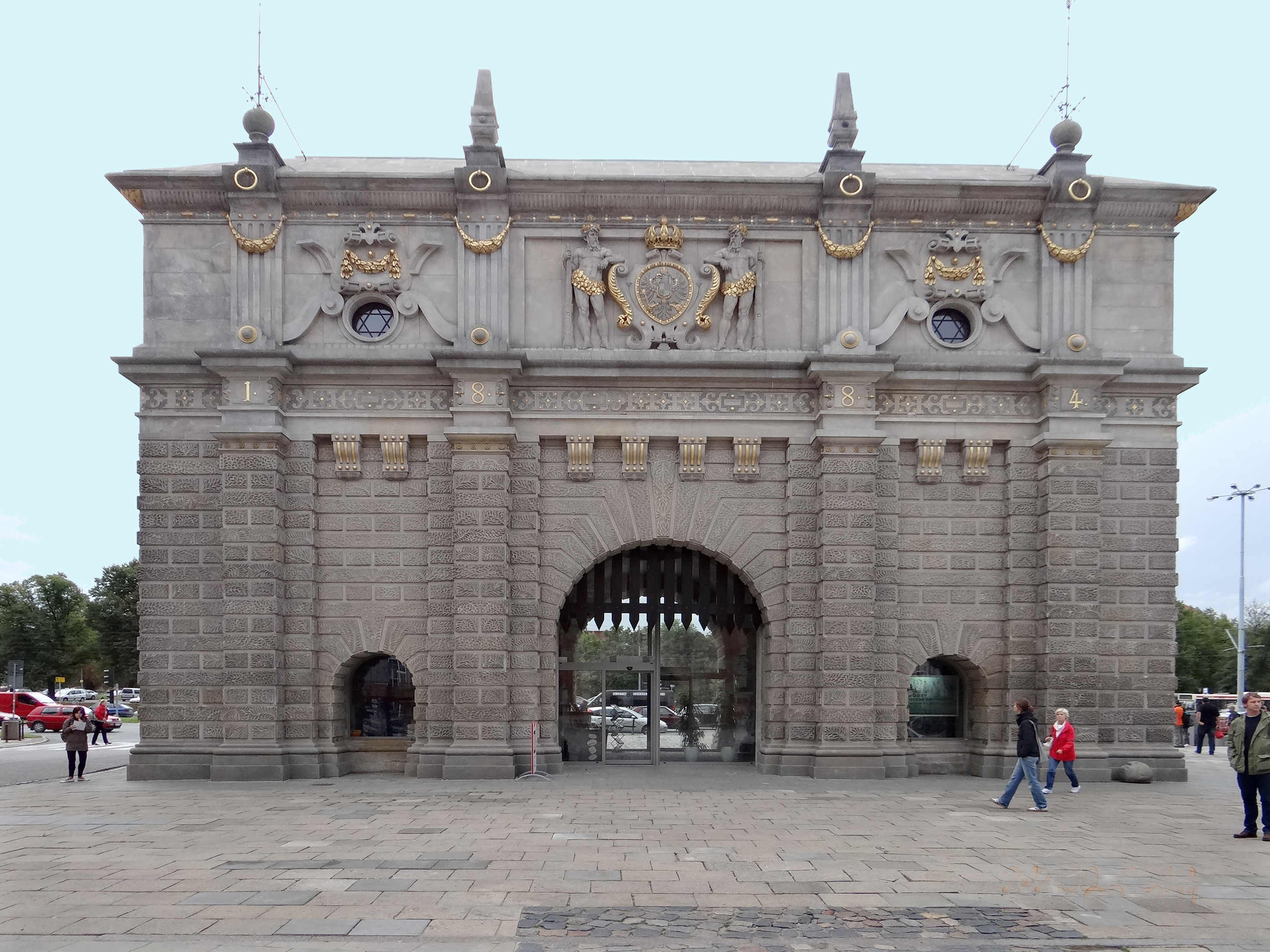
Ostfassade

Das Hohe Tor (poln. Brama Wyżynna) ist ein Stadttor in Danzig, errichtet beim Dominikswall/Karrenwall (poln. ul. Wały Jagiellońskie/ul. Okopowa).

## Lage
Das Tor befand sich bis 1895 im Zuge der Befestigungsanlagen zwischen der Elisabethbastei und der Karrenbastei.
Es bildete die Haupteinfahrt nach Danzig von den Danziger Höhen zur Langgasse und zum Langen Markt.

## Die Geschichte

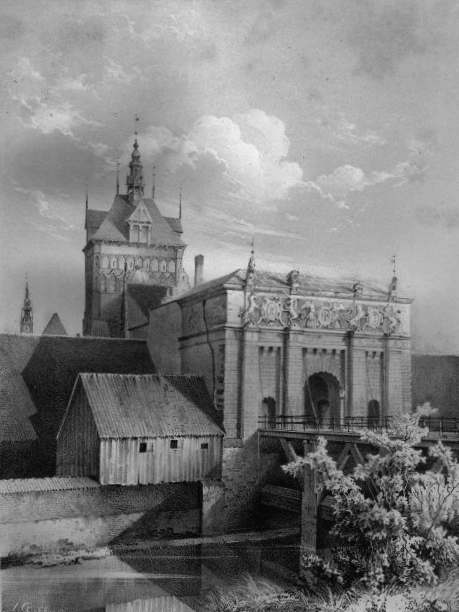
Das Hohe Tor 1855 (Zeichnung von Julius Greth)

Der Entwurf wurde von den Danziger Ratsherren 1586 genehmigt. 290 Jahre lang blieb das Tor fast unverändert.
1861 wurden die Fassaden renoviert. 1878 wurde das Innentor abgebrochen, um die Durchfahrt zu verbreitern. 1884 wurden die noch im Rohzustand befindlichen Teile der Backsteinwände mit Buckelsteinplatten belegt. Das Tor überstand die Kriegsgeschehnisse 1945 fast ohne Schaden.
Das Tor gilt als Werk von Willem van den Blocke (bis 1588). Einige Quellen hielten das Tor für das Werk von Hans Kramer (1574–1576), nur die steinernen Fassaden seien demnach von Willem van den Blocke. Neueste Forschungen haben jedoch bewiesen, dass diese Hypothese falsch ist. Kramer schuf nur das einfache, schmucklose Innentor aus Backstein, das 1878 abgebrochen wurde. Willem van den Blocke schuf davor als Außenbau ein steinernes Prunktor.

## Architektur
Die Gestaltung erinnert an Stadttore von Antwerpen (Sint-Jorispoort 1543–45, Kipdorppoort 1550), die im italienischen Stil errichtet wurden. Im Tor befanden sich drei bogenförmige Durchgänge, deren mittlerer als Durchfahrt diente. Die Wände bis zur Höhe des umlaufenden Gesimses wurden mit Buckelsteinplatten verkleidet. Die darüber liegende Attika wurde mit Flachreliefs verziert. Unter den Reliefs befanden sich die Wappen: in der Mitte das Wappen von der Polnisch-Litauischen Union, rechts das Wappen von Danzig, links von Königlich-Preußen. An der Ostfassade wurde 1884 das Wappen des Deutschen Kaiserreiches angebracht.
Auf der Fassade befinden sich auch lateinische Sentenzen:
- Sapientissime fiunt omnia quæ pro Republica fiunt – „Am vernünftigsten geschieht das alles, was dem Wohle der Republik dient“
- Iustitia et Pietas duo sunt Regnorum omnium Fundamenta – „Gerechtigkeit und Frömmigkeit bilden die Grundlagen aller Königreiche“
- Civitatib.(us) hæc optanda bona maxime Pax Libertas et Concordia – „Die für die Staaten am meisten erwünschte Güter sind Friede, Freiheit und Eintracht“

Vor dem Tor befanden sich drei Zugbrücken über den Festungsgraben.